# John M. Brockenbrough
John Mercer Brockenbrough (1. august 1830 – 24. august 1892) var landmand og oberst i Sydstaternes hær under den amerikanske borgerkrig.

## Tidlige år
Brockenbrough blev født i Richmond County, Virginia og tog eksamen var Virginia Military Institute i 1850.

## Borgerkrigen
Ved starten af borgerkrigen blev Brockenbrough udpeget til oberst for 40. Virginia infanteriregiment, som gjorde tjeneste i oberst Charles W. Field's Virginia brigade i generalmajor A.P. Hills lette division og senere i generalmajor Henry Heths division i 3. Korps af Army of Northern Virginia. Brockenbrough førte sit regiment under Syvdagesslaget, en række voldsomme slag, som førte til at hans regiment havde tab på 50%.
Brockenbrough overtog kommandoen over brigaden efter at Field var blevet såret i det Andet slag ved Bull Run og førte det to dage senere i Slaget ved Chantilly. Under Marylandkampagnen tog han del i erobringen af Harpers Ferry, og derpå marcherede han med resten af den lette division til undsætning af general Robert E. Lee's hær i Sharpsburg; hans brigade blev placeret på den yderste højrefløj af A.P. Hills linje og kom ikke direkte i kamp. I slaget ved Fredericksburg, fik hans brigade ordre til at stoppe et hul i den konfødererede linje som blev udnyttet af tropper under generalmajo George G. Meade. Brockenbrough mistede kontrollen over sin brigade under denne kamp og to af hans regimenter blev adskilt fra resten og kom aldrig i kamp. Lee var tilsyneladende ikke imponeret af Brockenbroughs lederevner. Selv om der var gået måneder, blev enheden stadig kaldt Field's Brigade og Brockenbrough blev stadig anset for at være dens midlertidige leder. Lee indstillede ham ikke til forfremmelse.
I begyndelse af 1863 hentede Lee generalmajor Henry Heth fra hans opgave i Tennessee for at erstatte Brockenbrough som leder af brigaden (der snart fik navnet "Heth's Brigade"), i håb om at bringe den i kampmæssig stand. Under slaget ved Chancellorsville overtog Heth kommandoen over divisionen da Hill blev såret den 2. maj 1863, hvilket betød at Brockenbrough igen blev leder af brigaden den 3. maj, da den mistede omkring 300 mand da den stormede fjendens linje. Efter slaget fik Brockenbrough en sjælden ros for sin ledelse af angrebet af general Heth. Han forblev leder af brigaden da Heth blev forfremmet til at lede en ny division.
I slaget ved Gettysburg, var Brockenbroughs brigade bagerst i Heths kolonne under marchen ad Chambersburg Pike, 1. juli 1863, og deltog således ikke i morgenens angreb mod Unionens kavaleri og 1. Korps. I eftermiddagens angreb rykkede hans mænd frem på linje med J. Johnston Pettigrew's North Carolina brigade, og selv om den anden brigade kæmpede voldsomt, og led tab på over 1.000 mand var Brockenbroughs brigade tøvende og kæmpede ineffektivt mod pennsylvanerne i oberst Roy Stones brigade og en del af Iron Brigade, hvilket fremgår af, at de kun havde et tab på 100. Brigaden hvilede den 2. juli, men den 3. juli deltog den i det blodige angreb – Pickett's Charge. Der er ingen dokumentation for at Brockenbrough marcherede med sine mænd mod Cemetery Ridge den dag, og oberst Robert M. Mayo fra 47. Virginia havde midlertidigt ledelsen. Det er muligt, at hans brors død den 1. juli gjorde, at han ikke kunne leve op til sit ansvar. Placeret på venstreflanke af Pettigrews divisionsfront blev brigaden udsat for voldsom beskydning fra Unionens artilleri på Cemetery Hill og da 8. Ohio infanteriregimentet dukkede op på deres venstre flanke, vendte soldaterne fra Virginia om og løb.
Under den konfødererede retræte til Virginia forsøgte Brockenbrough at genvinde noget af sit tabte ry ved at gennemføre et dumdristigt fremstod mod Unionstropper i Slaget ved Williamsport den 14. juli som afstedkom betydelige tab. Fem dage senere fik Brockenbrough's tidligere oberstløjtnant brigadegeneral Henry H. Walker overdraget kommandoen over brigaden, og Brockenbrough vendte tilbage til 40. Virginia, som han førte i Bristoe kampagnen og Mine Run kampagnen. Den 21. januar 1864 tog Brockenbrough sin afsked fra den konfødererede arme. Han opretholdt sin rang som oberst af reserven indtil sidst på året 1864.

## Efter krigen
Efter krigen boede Brockenbrough i Norfolk og Richmond. Han døde i Richmond og ligger begravet der på Hollywood Cemetery.